# Copturus
Copturus är ett släkte av skalbaggar. Copturus ingår i familjen vivlar.

## Dottertaxa tillCopturus, i alfabetisk ordning[1]
- Copturus abnormis
- Copturus adspersus
- Copturus affaber
- Copturus albidus
- Copturus albiventris
- Copturus albopictus
- Copturus albosuturalis
- Copturus albotorquatus
- Copturus amazonicus
- Copturus amictus
- Copturus amoenus
- Copturus angustus
- Copturus apicalis
- Copturus argenteiventris
- Copturus armatus
- Copturus atrosignatus
- Copturus auritus
- Copturus avicularis
- Copturus batesi
- Copturus bellus
- Copturus besckei
- Copturus bicinctus
- Copturus binotatus
- Copturus bisellatus
- Copturus boisduvali
- Copturus brevicollis
- Copturus brevis
- Copturus carinatus
- Copturus cavisternus
- Copturus centralis
- Copturus centropictus
- Copturus chlorus
- Copturus cincticollis
- Copturus cinereolineatus
- Copturus cinnabarinus
- Copturus collaris
- Copturus concinnus
- Copturus condecoratus
- Copturus confinis
- Copturus congoanus
- Copturus conjunctus
- Copturus constrictus
- Copturus conturbatus
- Copturus convexicollis
- Copturus corumbaensis
- Copturus coryphaeus
- Copturus costatus
- Copturus crassus
- Copturus crenatus
- Copturus cribricollis
- Copturus cristulatus
- Copturus crux
- Copturus cyphogaster
- Copturus decussatus
- Copturus dehiscens
- Copturus deplanus
- Copturus dorsalis
- Copturus dufani
- Copturus episternalis
- Copturus equatoriensis
- Copturus exaratus
- Copturus eximius
- Copturus expletus
- Copturus fausti
- Copturus femoralis
- Copturus figuratus
- Copturus filicornis
- Copturus fulvocruciatus
- Copturus fulvodorsalis
- Copturus fulvomaculatus
- Copturus fulvosignatus
- Copturus fulvus
- Copturus funebris
- Copturus furfuraceus
- Copturus gracilipes
- Copturus gracilis
- Copturus griseotessellatus
- Copturus guttulaalba
- Copturus guttula-alba
- Copturus histricus
- Copturus horridus
- Copturus ignicollis
- Copturus infimus
- Copturus inornatus
- Copturus jatrophae
- Copturus laetus
- Copturus lamella
- Copturus lamprothorax
- Copturus lanio
- Copturus laterensis
- Copturus latifemoris
- Copturus latior
- Copturus latitarsis
- Copturus lebasi
- Copturus lebasii
- Copturus leucoventris
- Copturus limolatus
- Copturus lineolatus
- Copturus littoralis
- Copturus longulus
- Copturus lucidus
- Copturus ludiosus
- Copturus lunatus
- Copturus luteus
- Copturus lynceus
- Copturus lyra
- Copturus maculatus
- Copturus maculosus
- Copturus mamillatus
- Copturus marmoreus
- Copturus mediinotus
- Copturus megerlei
- Copturus mexicanus
- Copturus miles
- Copturus mimus
- Copturus minutus
- Copturus monostigma
- Copturus montezuma
- Copturus multiguttatus
- Copturus musculus
- Copturus musica
- Copturus mutabilis
- Copturus nanulus
- Copturus nebulosus
- Copturus neohispanicus
- Copturus niger
- Copturus nigritarsis
- Copturus nigromaculatus
- Copturus nobilis
- Copturus obliquefasciatus
- Copturus ocularis
- Copturus oculatus
- Copturus operculatus
- Copturus ornatus
- Copturus osphiliades
- Copturus papaveratum
- Copturus paroticus
- Copturus pectoralis
- Copturus perdix
- Copturus perseae
- Copturus perturbatus
- Copturus peruvianus
- Copturus pipa
- Copturus posticus
- Copturus princeps
- Copturus pulcher
- Copturus quadricinctus
- Copturus quadricolor
- Copturus quadridens
- Copturus quercus
- Copturus rectirostris
- Copturus regalis
- Copturus rhombifer
- Copturus rorulentus
- Copturus roseisignatus
- Copturus roseosignatus
- Copturus rubricollis
- Copturus ruficeps
- Copturus ruficollis
- Copturus rufinasus
- Copturus rufirostris
- Copturus rugosipes
- Copturus sannio
- Copturus satyrus
- Copturus scapha
- Copturus scolopax
- Copturus semicitrinus
- Copturus semirufus
- Copturus senilis
- Copturus sericeus
- Copturus severini
- Copturus signaticollis
- Copturus sobrinus
- Copturus solieri
- Copturus subfasciatus
- Copturus subulipennis
- Copturus subundatus
- Copturus sulcatus
- Copturus sulcifrons
- Copturus tibialis
- Copturus torquatus
- Copturus tricolor
- Copturus trimaculata
- Copturus troglodytes
- Copturus ulula
- Copturus undatus
- Copturus unifasciatus
- Copturus variegatus
- Copturus verrucosus
- Copturus vestitus
- Copturus vicinus
- Copturus vitticollis
- Copturus zurumorpha
- Copturus zygopsicus